# Список умерших в 1123 году

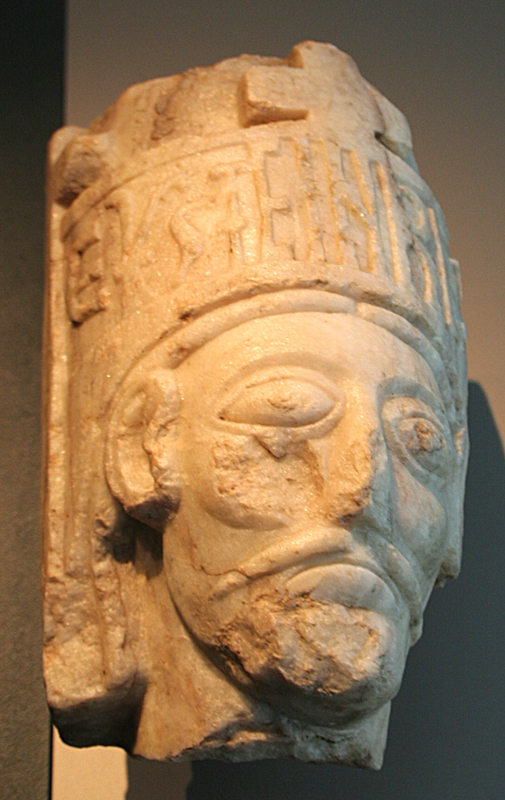
Эйстейн I Магнуссон

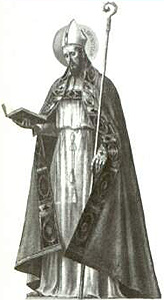
Бруно Астийский

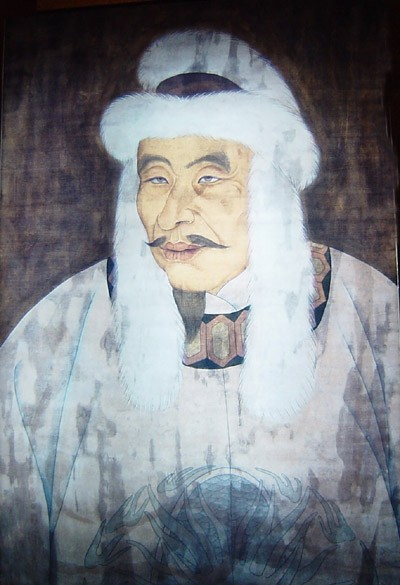
Ваньянь Агуда

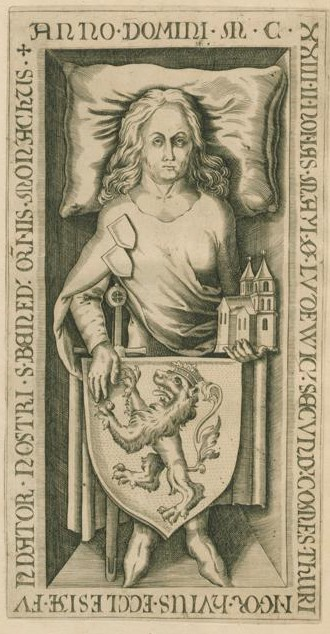
Людвиг Скакун

В этой статье представлен список известных людей, умерших в 1123 году.
См. также: Категория:Умершие в 1123 году

## Январь
- 10 января — Роберт Блоет[англ.] — лорд-канцлер Англии (1092—1093), епископ Линкольна (1093—1023).
- 29 января — Фридрих Бременский[нем.] — архиепископ Бремена (1104—1123).

## Февраль
- 9 февраля — Оттон Богатый — граф балленштедтский (1080—1123), первый граф асканийский и первый граф ашерслебенский (до 1123), первый в роду граф Ангальта, герцог Саксонии (1112).
- 19 февраля — Ирина Дукиня — жена византийского императора Алексея Комнина.

## Март
- 2 марта — Рейнхард[англ.] — епископ Хальберштадта (1107—1123).
- 4 марта — Пётр Папакарбони[англ.] — аббат Кава-де-Тиррени, епископ Поликастро,святой римско-католической церкви[1].

## Май
- 3 мая — Фелисия де Руси — королева-консорт Арагона и Наварры (1076—1094), вторая жена короля Санчо I Раимреса.
- 6 мая — Людвиг Скакун — граф Тюрингии (с 1080), построивший Замок Вартбург.
- Ярослав Святополчич — князь волынский (1100—1118).

## Июнь
- 15 июня — Евстахий I де Гранье — участник первого крестового похода, влиятельный барон и коннетабль и регент Иерусалимского королевства (1123), лорд Сидона и Цезареи.

## Июль
- Бруно Астийский — католический церковный деятель, кардинал-епископ Сеньи (1080—1123), аббат Монтекассино (1107—1111), святой римско-католической церкви.

## Август
- 6 августа — Феоктист Черниговский — игумен Киево-Печерской лавры (1103—1113), епископ Черниговский (1112—1123). святой православной церкви[2].
- 22 августа — Оттон III фон Шайерн — граф фон Шайерн, первый граф фон Виттельсбах; пфальцграф Баварии (с 1110).
- 29 августа — Эйстейн I Магнуссон — король Норвегии (1103—1123).

## Сентябрь
- 11 сентября — Марбод Реннский — епископ Ренна (1096—1123), писатель («Лапидарий», иначе: «Книга о камнях», ок. 1080)
- 19 сентября — Ваньянь Агуда (55) — основатель китайской династии Цзинь и её первый император (1115—1123).
- 27 сентября
  - Фудзивара но Акисуе[англ.] — японский поэт
  - Дитрих фон Наумбург[нем.] — епископ Наумбурга (1111—1123)

## Октябрь
- 20 октября — Теульф[англ.] — епископ Вустера (1113—1123)
- 27 октября — Серлон д’Oржер[англ.] — епископ Се (1091—1123), остригший длинные волосы английского короля Генриха I

## Ноябрь
- 5 ноября — Джеральд[англ.] — епископ Безье (1121—1123), святой римско-католической церкви.

## Декабрь
- 14 декабря 
  - Генрих IV — первый герцог Каринтии из династии Спанхеймов, маркграф Вероны (1122—1123)
  - Ральф де Люффа[англ.] — епископ Чичестера (1091—1023}, при котором был построен Чичестерский кафедральный собор.
- 19 декабря — Святой Берардо[итал.] — итальянский святой римско-католической церкви, покровитель Терамо

## Дата неизвестна или требует уточнения
- Бруно фон Саарбрюккен[нем.] — князь-епископ Шпайера (1107—1123)
- Генрих II Младший — граф Айленбурга, маркграф Лужицкой марки,  маркграф Мейсена (1103/1104 — 1123). Отравлен.
- Давыд Святославич — князь Переяславский (1073—1076), князь Муромский (1076—1093), князь смоленский (1093—1095, 1096—1097) князь новгородский (1094—1095), князь черниговский (1097—1123)
- Дудо-Генрих — первый граф Лауренбургский, родоначальник Нассауского дома
- Жоффруа III де Туар — 13-й виконт Туара (с 1104).
- Лангри Тангпа — буддийский наставник в школах кадам и гелуг тибетского буддизма.
- Погос Таронеци — армянский богослов, философ, видный церковный деятель.
- Ранульф[англ.] — Лорд-канцлер Англии (1107—1123) Трагически погиб.
- Роджер Пуатевинец — англо-нормандский аристократ, главный арендатор в Англии в 1086 и после 1088 — 1102 годах, граф «Ланкашира» (1093—1102), граф де Ла Марш (по праву жены) (с 1098), родоначальник ветви графов де Ла Марш рода Монтгомери.
- Сильвестр — игумен Михайловского Выдубецкого монастыря (1095—1118), епископ Переяславский (с 1119 года), русский летописец. Святой православной церкви[3].
- Хакон Пальссон — ярл Оркнейских островов (1105—1123).
- Ю Цзо — китайский философ-неоконфуцианец